# Margaret Geller

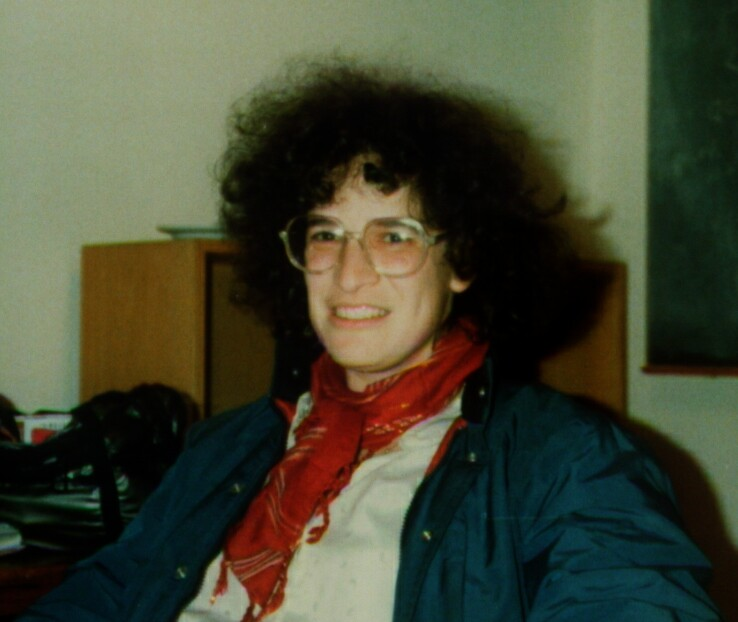
Margaret Geller (1981)

Margaret Joan Geller (* 8. Dezember 1947 in Ithaca, New York, USA) ist eine US-amerikanische Astrophysikerin.

## Leben
Margaret Geller wurde als Tochter des Kristallographen Seymour Geller und dessen Frau Sarah Levine Geller geboren. Schon als Kind interessierte sie sich lebhaft für Mathematik. 1970 erwarb sie einen Bachelorgrad an der University of California, Berkeley. Zunächst wollte sie sich auf Festkörperphysik spezialisieren, doch Charles Kittel riet ihr ab. Sie solle lieber etwas wählen, was in zehn Jahren in Mode sein würde, wenn sie eine fertig ausgebildete Wissenschaftlerin wäre, zum Beispiel Astrophysik oder Biophysik. Sie entschied sich für Ersteres und erwarb 1972 einen Mastergrad und drei Jahre später ihren Doktortitel an der Princeton University auf diesem Gebiet. Von 1974 bis 1976 war sie Post-Doktorandin am Harvard-Smithsonian Center for Astrophysics, dann Fellow am Harvard-College-Observatorium und 1980 bis 1983 Assistenzprofessorin an der Harvard University. Seit 1983 ist sie am Smithsonian Astrophysical Observatory tätig und seit 1988 zusätzlich Astronomieprofessorin an der Harvard University.
Geller kartografierte das Universum und widerlegte die Hypothese, dass die Galaxien auf großen Maßstäben gleichförmig verteilt sind. Dazu hat sie mit ihren Mitarbeitern die Rotverschiebung von 584 Galaxien erstmals gemessen. Auf der von ihnen gefertigten Karte sind die Galaxien keinesfalls zufällig verteilt, sondern wie in einer schaumartigen Struktur geordnet. Berühmt wurde auch das „Strichmännchen“ in diesem Diagramm. Geller entdeckte 1989 mit John Huchra die Große Mauer, die bis dahin größte Struktur im Universum. Außerdem interessiert sie sich für die Verteilung der Dunklen Materie in Kosmos sowie der Masse im Halo unserer Milchstraße, für Galaxienhaufen und für Sternentstehung.

## Veröffentlichungen (Auswahl)
- Bright Galaxies in Rich Clusters: A Statistical Model for Magnitude Distributions. Dissertation, 1975
- mehr als 200 wissenschaftliche Arbeiten
- Filme (alle in Zusammenarbeit mit Boyd Estus):
  - 1989 Mapping The Universe (5 Minuten)
  - 1989 Where The Galaxies Are (8 Minuten)
  - 1993 So Many Galaxies... So Little Time (40 Minuten)
  - 1996 Fred and Ginger on the Universe (Kurzfilm)

## Auszeichnungen (Auswahl)
- 1990 MacArthur Fellowship
- 1991 Newcomb-Cleveland-Preis der American Association for the Advancement of Science
- 1995 Hoopes-Preis der Harvard University
- 1996 Klopsteg-Preis der American Association of Physics Teachers
- 1997 Science Lion der New York Public Library
- 2003 Adion-Medaille der Sternwarte Nizza
- 2008 Magellanic Premium[3]
- 2010 James Craig Watson Medal
- 2010 Henry Norris Russell Lectureship
- 2013 Julius-Edgar-Lilienfeld-Preis
- 2014 Karl-Schwarzschild-Medaille
- Ehrendoktorwürden: Connecticut College (1995), Gustavus Adolphus College (1997), University of Massachusetts Dartmouth (2014), Universität Turin (2017)

## Mitgliedschaften
- American Astronomical Society
- Internationale Astronomische Union
- American Association for the Advancement of Science
- American Physical Society (Fellow 1995)
- Phi Beta Kappa (seit 1969)
- American Academy of Arts and Sciences (seit 1990)
- National Academy of Sciences (seit 1992)